# Klaus Dibiasi
Klaus Dibiasi, (Hall, 6 de outubro de 1947) é um ex-saltador nascido na Áustria que competiu em provas de saltos ornamentais pela Itália.
Dibiasi é o detentor de quatro medalhas olímpicas conquistadas em três diferentes edições. Especialista na prova da plataforma de 10 m, tornou-se o primeiro tricampeão do aparelho, ao vencer as edições da Cidade do México, em 1968, de Munique, 1972 e de Montreal, em 1976. Além, foi ainda medalhista de prata no trampolim de 3 m, no México. Tal desempenho, o tornou ainda o primeiro saltador ornamental a acumular quatro conquistas olímpicas. Entre suas demais vitórias, estão os títulos mundiais da plataforma em 1973 e 1975, e os europeus de 1966 e 1974. No trampolim, foi ainda vencedor em 1974. Nacionalmente, conquistou dezoito títulos, onze deles na plataforma. Antes do norte-americano Greg Louganis, foi considerado o saltador mais bem sucedido da plataforma. Após deixar as competições, tornou-se técnico, seguindo então os passos do pai, também saltador e posteriormente treinador.